# Bob Hamilton
Robert T. "Bob" Hamilton, född 10 januari 1916, död 6 december 1990, var en amerikansk golfspelare från Evansville i Indiana.
Hamilton vann 5 stycken tävlingar på PGA Touren, varav en var PGA Championship över Byron Nelson 1944 på Manito Golf and Country Club, Spokane i Washington D.C.. 
PGA Championship var på den tiden en matchspelstävling, och under första tävlingsdagen vann Hamilton över Gene Kunes med 6&5, för att andra tävlingsvarvet besegra Harry Bassler med 6&5. I kvartsfinalen besegrade Hamilton Jug McSpaden med 2&1, för att sedan besegra George Schneiter med 1-up i semifinalen. Hamilton vann sedan över Byron Nelson med 1-up.
Hamilton vann Indiana Open tre gånger; 1938, 1942 och 1966. Hamilton slutade även på en andraplats i 1967 års Senior PGA Championship på PGA National Golf Club i Palm Beach Gardens, Florida, en upplaga Sam Snead vann.
Han deltog i det amerikanska Ryder Cup-laget 1949.

## Vinster

### PGA Tour
| No. | Datum        | Tävling                                             | Resultat           | Mot par | Segermarginal | Runner(s)-up                                 |
| --- | ------------ | --------------------------------------------------- | ------------------ | ------- | ------------- | -------------------------------------------- |
| 1   | Mar 16, 1944 | North and South Open                                | 73-72-70-71=286    | -2      | 7 slag        | Bobby Cruickshank                            |
| 2   | Aug 15, 1944 | PGA Championship                                    | 1 up               | 1 up    | 1 up          | Byron Nelson                                 |
| 3   | Mar 31, 1946 | Charlotte Open                                      | −15 (x-x-x-65=273) | -15     | 3 slag        | Pete Cooper, Jimmy Demaret, Sam Snead        |
| 4   | Feb 22, 1948 | New Orleans Open                                    | 70-71-70-69=280    | -4      | 1 slag        | Roberto de Vicenzo, Fred Haas, Lawson Little |
| 5   | Jul 24, 1949 | Inverness Invitational Four-Ball(med Chick Harbert) | +19 poäng          |         | 14 poäng      | Skip Alexander & Clayton Heafner             |

Övriga vinster:
- 1938 Indiana Open
- 1942 Indiana Open
- 1966 Indiana Open

## Majorsegrar
| År   | Mästerskap       | Vinstresultat | Runner-up    |
| ---- | ---------------- | ------------- | ------------ |
| 1944 | PGA Championship | 1 up          | Byron Nelson |

Not: PGA Mästerskapet var matchspelstävling till 1958.

| Majorsegrare genom tiderna                                                                                     |           |              |               |                  |
| 200 olika spelare har vunnit i herrarnas majortävlingar. Bob Hamilton var den 76:e spelaren som vann en major. |           |              |               |                  |
| 1:a | 75:e      | 76:e         | 77:e          | 200:e            |
| Willie Park Sr                                                                                                 | Sam Snead | Bob Hamilton | Herman Keiser | Louis Oosthuizen |
| Lista över golfens majorsegrare                                                                                |           |              |               |                  |